# Castello di Sassalbo
Il castello di Sassalbo era una fortificazione medievale, di cui restano alcuni ruderi poco distante da Sassalbo, frazione del comune di Fivizzano.

## Storia
Il castello sorgeva su un modesto rilievo a sud del borgo, all'incirca nella zona dove un piccolo rio affluisce nel torrente Rosaro. È possibile che intorno al castello sia sorto il primo borgo di Sassalbo, poi spostatosi nell'area odierna al progressivo abbandono e degrado della fortificazione.
Dalle strutture rimanenti si ipotizza una prima fase costruttiva negli ultimi secoli del Basso Medioevo, anche se in questo periodo non è chiaro chi ne fosse il proprietario. La posizione di Sassalbo era altamente strategica in quanto prossima al passo appenninico dell'Ospedalaccio, e fin dal Medioevo questo percorso viario tra la costa della Lunigiana e la Pianura Padana era oggetto di costante traffico. Secondo la tradizione da qui passò anche il corteo che nel IX secolo trasportava le reliquie di san Venerio da Luni al monastero di San Prospero a Reggio nell'Emilia.
Nel Trecento si ritiene che Sassalbo ed il suo castello facessero parte dei feudi di Spinetta Malaspina marchese di Verrucola.
Molto probabilmente il castello iniziò a decadere fin dal Medioevo per problemi di carattere statico: il torrente Rosaro, a carattere appunto torrentizio, iniziò ad erodere gran parte del colle su cui sorgeva. Questa situazione rende inoltre oggi impossibile effettuare scavi archeologici per avere un'idea precisa dell'insediamento originario.
In un documento del maggio 1481 redatto a Fivizzano dal locale castellano e diretto al governo fiorentino c'è testimonianza dei gravi danni apportati ai castelli in zona da un terremoto: lunedì a dì 7, a ore 19, venne un tremuoto terribile, lo quale ha fatto rovinare in questo paese [...] la fortezza di groppo S. Piero, tutta fracassata eccetto la torre principale nella quale s'è ridotto il castellano; male in axetto la fortezza di Comano, quella di Saxalbo fracassata in modo che non vi si può abitare.